# Ajn Haud
Ajn Haud (hebr. ‏עֵין הוֹד‎, arab. ‏عين حوض‎) – arabska wieś położona w Samorządzie Regionu Chof ha-Karmel, w dystrykcie Hajfa, w Izraelu.

## Położenie
Wieś Ajn Haud leży w południowej części masywu Góry Karmel, w otoczeniu miasta Ir ha-Karmel, moszawu Nir Ecjon oraz wioski En Hod.

## Historia
Pierwotnie w jej pobliżu znajdowała się arabska wioska Ajn Haud. Została nazwana na cześć kurdyjskiego dowódcy Abu al-Hija, który w XII wieku wziął udział w podboju Palestyny przez wojska Saladyna. Jej mieszkańcy zostali wygnani podczas wojny o niepodległość w dniu 16 lipca 1948 roku, a w jej miejscu powstała żydowska wioska artystów En Hod. Po zakończeniu wojny 35 członków arabskiej rodziny Abu al-Hija po zwolnieniu z izraelskiego obozu jenieckiego powróciło na swoją ziemię. Założyli oni nową wieś Ein Chaud, położoną około 2 km od swojego dawnego miejsca położenia. Władze izraelskie kilkakrotnie podjęły próbę likwidacji wioski, jednak ostatecznie istnienie jej zostało w 1988 roku oficjalnie uznane, a jej mieszkańcy otrzymali obywatelstwo izraelskie.
W październiku 1998 roku okoliczne lasy zostały zniszczone przez olbrzymi pożar, który zniszczył także część domów w tutejszych trzech osadach. Ewakuowano wówczas ich mieszkańców. Obecnie trwają prace przy ponownym zalesianiu tych wzgórz.

## Edukacja
W wiosce znajduje się szkoła podstawowa.

## Gospodarka
Gospodarka wioski opiera się na rolnictwie.

## Transport
Z wioski wychodzą lokalne drogi, którymi można dojechać do pobliskiego moszawu Nir Ecjon lub miasta Ir ha-Karmel.